# CA Bordj Bou Arréridj
El CA Bordj Bou Arréridj es un equipo de fútbol de Argelia que milita en el Championnat National de Première Division, la liga de fútbol más importante del país.

## Historia
Fue fundado en el año 1931 en la ciudad de Bordj Bou Arréridj y nunca ha sido campeón de la máxima categoría ni tampoco ha podido ganar la Copa de Argelia, aunque ha sido finalista en una ocasión.
A nivel internacional han participado en 1 torneo internacional, la Liga de Campeones Árabe de 2005/06, en la cual fueron eliminados en la primera ronda.

## Palmarés
- Championnat National de Deuxiéme Division: 3

1997/98, 2000/01, 2011/02
- Copa de Argelia: 0
  - Finalista: 1

2008/09

## Participación en competiciones de la UAFA
- Liga de Campeones Árabe: 1 aparición

2005/06 - Primera ronda

## Jugadores destacados
- Abderahmane Hachoud
- Merouane Kial
- Jaime Linares
- Alhassane Issoufou